# Lettre de Rouhollah Khomeini à Mikhaïl Gorbatchev
Le 7 janvier 1989, Rouhollah Khomeini, chef de la révolution iranienne, adressa une lettre à Mikhaïl Gorbatchev, secrétaire général de l'Union des républiques socialistes soviétiques. Cette lettre était le seul message écrit de Khomeini à un dirigeant étranger. La lettre de Khomeini a été remise par les politiciens iraniens Abdollah Javadi-Amoli, Mohammad-Javad Larijani et Marzieh Hadidchi. Dans la lettre, Khomeini a déclaré que le communisme se dissolvait au sein du bloc soviétique et a invité Gorbatchev à considérer l'islam comme une alternative à l'idéologie communiste.
Dans cette lettre, l'imam Khomeini avait alors insisté sur l'inefficacité du monde bipolaire de l'époque, à savoir le libéralisme économique et le communisme qui était en quelque sorte lui-même, né du capitalisme occidental.

## Contenu
Dans cette lettre, le dirigeant iranien a mis en garde contre la mort du communisme et a déclaré:
"Monsieur Gorbatchev, il est clair pour tous que le communisme devra désormais être cherché dans les musées de l’histoire politique du monde, cela parce que le marxisme ne répond à aucun des besoins véritables de l’homme : c’est en effet une doctrine matérialiste, or ce n’est pas avec le matérialisme que l’on peut faire sortir l’humanité de la crise d’agnosticisme qui est le mal le plus fondamental dont souffre la société humaine, tant à l’Est qu’à l’Ouest."
Le message de Seyyed Rouhollah Khomeini et l'anticipation de la chute de l'Union soviétique était 4 ans avant l'événement, peu après la fin de la guerre Iran-Irak, où même les dirigeants les plus optimistes de la Guerre froide aux États-Unis ne pouvaient pas penser à la chute de la superpuissance communiste. Cette phrase est d'Ali Asghar Ramezanpour, l'ancien sous-ministre de l'orientation pendant la période de Mohammad Khatami.

## La réaction de Gorbatchev

### Réponse initiale
Après avoir entendu le texte de la lettre, Gorbatchev a remercié Rouhollah Khomeini pour la lettre et a répondu : "Je vais envoyer une réponse à cette lettre dès que possible" et a ajouté "nous livrerons [la lettre de Khomeini] aux ecclésiastiques soviétiques". Se référant à l'invitation de Khomeini à l'Islam, il a dit: "nous approuvons la loi de la liberté religieuse en Union Soviétique, j'ai déjà prétendu que, malgré des idéologies différentes, nous pouvons avoir une relation pacifique". Il a également souri et dit : "L'imam Khomeini nous a invités à l'Islam, devons-nous l'inviter à notre école de pensée ?" Puis il a ajouté : "cette invitation est une ingérence dans la question interne d'un pays, car chaque pays est libre de choisir son école de pensée".
Après avoir entendu la réponse de Gorbatchev, l'ayatollah Amoli, le chef des représentants iraniens, a remercié Gorbatchev pour son attention : "Nous apprécions la liberté de religion et espérons une condition amicale pour que tous les peuples puissent vivre ensemble, car ils ont des écoles de pensée différentes, mais la question de l'interférence doit être clarifiée. 
En Russie pour faire ce que vous voulez et personne n'a le droit d'interférer dans ce domaine. Le contenu de la lettre n'a rien fait avec le matérialisme et le territoire de la Russie ; c'était juste lié à vos âmes".
En février 1989, Edouard Chevardnadze, ministre des Affaires étrangères de l'Union soviétique, a remis la réponse de Gorbatchev à Khomeini lorsqu'il s'est rendu en Iran. 

### Réaction ultérieure
En 1999, dix ans après l'envoi de la lettre, Gorbatchev regrettait d'avoir ignoré la lettre de Khomeini, envoyée deux ans avant l'effondrement de l'Union soviétique. Dans son interview avec l'agence de presse IRIB à Moscou en 1999, à l'occasion de l'anniversaire de la mort de Khomeini, Gorbatchev a déclaré: "Je pense que le message de l'imam Khomeini s'est adressé à tous les âges." "Quand j'ai reçu ce message, j'ai senti que la personne qui l'écrivait était attentionnée et attentive à la situation du monde. En étudiant la lettre, j'ai réalisé qu'il était quelqu'un qui s'inquiétait pour le monde et voulait que je comprenne mieux le Révolution islamique ", a-t-il ajouté.